# Notophthiracarus pedanos
Notophthiracarus pedanos är en kvalsterart som beskrevs av Wojciech Niedbała 2003. Notophthiracarus pedanos ingår i släktet Notophthiracarus och familjen Phthiracaridae. Inga underarter finns listade i Catalogue of Life.